# Чиконкьяко (муниципалитет)
Чиконкьяко (исп. Chiconquiaco) — муниципалитет в Мексике, штат Веракрус, расположен в Столичном регионе штата. Административный центр — город Чиконкьяко.

## Состав
В состав муниципалитета входит 50 населённых пунктов.